# Махадевпур
Махадевпур (бенг. মহাদেবপুর, англ. Mahadevpur) — город на северо-западе Бангладеш, административный центр одноимённого подокруга. Площадь города равна 7,15 км². По данным переписи 2001 года, в городе проживало 8184 человека, из которых мужчины составляли 52,83 %, женщины — соответственно 47,17 %. Уровень грамотности населения составлял 53,5 % (при среднем по Бангладеш показателе 43,1 %).